# Cofre-De-Perote-Taschenratte
Die Cofre-De-Perote-Taschenratte (Cratogeomys perotensis) ist ein Nagetier in der Familie der Taschenratten, das in Mexiko vorkommt. Die Population galt längere Zeit als Synonym oder Unterart der Merriam-Taschenratte. Nach einer taxonomischen Studie von 2005 ist sie als Art anerkannt.

## Merkmale
Erwachsene Exemplare sind mit Schwanz 300 bis 360 mm lang, die Schwanzlänge beträgt 82 bis 110 mm und das Gewicht liegt zwischen 400 und 650 g. Die Art hat 35 bis 44 mm lange Hinterfüße und 6 bis 9 mm lange Ohren. Weibchen sind etwas kleiner als Männchen. Auf der Oberseite kommt hellbraunes bis dunkelbraunes Fell vor, jedoch ohne gelbliche Tönung. Das Fell der Unterseite ist heller bräunlich. Die oberen Schneidezähne besitzen eine Furche auf der Vorderseite. Die Zahnformel beträgt I 1/1, C 0/0, P 1/1, M 3/3, was 20 Zähne im Gebiss ergibt. Für einen Vertreter der Gattung Cratogeomys ist der Schädel klein im Verhältnis zum Körper.
Mehrere oder möglicherweise alle Exemplare sind durch einen weißen Fleck am Ansatz des Schwanzes gekennzeichnet. Bei Museumsexemplaren befindet sich im selben Bereich eine Hautfalte, die einen möglichen Fleck verdeckt. Die Art hat einen diploiden Chromosomensatz mit 38 Chromosomen (2n=38, FN=72).

## Verbreitung und Lebensweise
Die Cofre-De-Perote-Taschenratte lebt in den mexikanischen Bundesstaaten Hidalgo, Puebla sowie Veracruz. Sie erreicht im Süden das Gebiet um den Vulkan Citlaltépetl. Sie hält sich in Gebirgen und auf Hochebenen auf, die auf 2400 bis 4000 Meter Höhe liegen. Die Art kann auf Grasflächen und in Mischwäldern angetroffen werden, die von Eichen und Kiefern dominiert werden.
Typische Gräser im Verbreitungsgebiet zählen zu den Gattungen Schwingel und Muhlenbergia. Gewöhnlich sind Pflanzen der Gattungen Greiskräuter, Lupinen sowie Baccharis vorhanden.
Die Art teilt ihr Revier mit der Gelben Taschenratte (Cratogeomys fulvescens). Ein trächtiges Weibchen konnte im Dezember registriert werden.

## Bedrohung
Teile der ursprünglichen Landschaft wurden zu Ackerflächen und Ortschaften umgewandelt. Es ist nicht bekannt, ob die Cofre-De-Perote-Taschenratte beeinträchtigt wird. Die IUCN listet die Art als nicht gefährdet (Least Concern).